# Sénéchaussée du Maine

Carte de l'ancienne province du Maine.

La sénéchaussée du Maine est une division administrative de l'Ancien Régime dont le siège était situé dans la ville du Mans. L'histoire de la sénéchaussée de la province du Maine est étroitement liée à celle des sénéchaussées de l'Anjou.

## Histoire

### Origine
C'est Geoffroy II d'Anjou, fils de Foulques Nerra, qui nomma le premier sénéchal du Maine, en la personne de Lisois d'Amboise en 1047. Lisois d'Amboise avait été désigné sénéchal de l'Anjou en 1016 par Foulques Nerra.

### Maine et Anjou
Pendant une grande partie du Moyen Âge, la charge de sénéchal est commune aux deux provinces de l'Anjou et du Maine. Le sénéchal porte le titre de sénéchal d'Anjou et du Maine. Néanmoins quelques sénéchaux furent sénéchal de la seule province du Maine, notamment entre 1184 et 1196. Geoffroy Mauchien en 1184, puis Geoffroy l'Ostoire en 1191 et enfin Jelain (Jelanus) en 1192, furent sénéchal du Maine avant la nomination de Robert de Tournehan en 1196, sénéchal des deux provinces et plus tard sénéchal du Poitou. En 1199, le roi Jean sans Terre nomma Aymery de Thouars sénéchal du Maine et gouverneur du château de Chinon, mais apprenant son intelligence avec l'ennemi, il lui retira ses charges et confia la fonction de sénéchal du Maine à Roger de Lasci.
En avril 1199, Guillaume des Roches est nommé sénéchal du Maine et d’Anjou de manière héréditaire par Arthur de Bretagne lors de la guerre de succession de l’Empire Plantagnêt. Quand Jean sans Terre prend le Mans à la fin de l'année 1199, Guillaume rentre à son service toujours en tant que sénéchal du Maine et d'Anjou et obtient en plus la sénéchaussée de Touraine. Cependant, à la suite d’une rupture avec le souverain Plantagenêt, il se délit de son serment et ne redevient sénéchal qu’aux côtés de Philippe Auguste, en 1204, qui conquiert le Maine cette même année. Il restera ensuite sénéchal jusqu’à sa mort en 1222 et transmettra sa charge à son gendre Amaury Ier de Craon. Avec le roi Philippe Auguste, il échangea les droits royaux de la ville du Mans en échange du douaire de la reine Bérengère, veuve de Richard Cœur-de-Lion, qui résida dans le Maine jusqu’à sa mort.
À la suite de la mort du roi Philippe Auguste, Louis IX reçoit en janvier 1227, l'hommage-lige de Jeanne de Craon (Jeanne des Roches), veuve du sénéchal Amaury Ier de Craon, pour la charge de sénéchalle d'Anjou, du Maine et de Touraine que détenait déjà son père le sénéchal Guillaume des Roches. Elle fut la seule femme a détenir cette charge réservée aux hommes. Elle se fit représenter par deux hommes, d'abord Richard le Clerc qui prit le titre de bailli de Jeanne, dame de Craon, sénéchalle d'Anjou ; puis par Guillaume de Fougères.
Vers 1325, le roi Charles IV de France voulant éteindre le titre de "dignité de sénéchal héréditaire" dans les trois provinces, acquis la charge de sénéchal de la Touraine. Son successeur, le roi Philippe VI de Valois se fit céder celle de sénéchal d'Anjou et du Maine.
En 1437, Claude Liger, lieutenant-général du Grand-Sénéchal d'Anjou, du Maine, du Poitou et de Normandie, Pierre de Brézé, rédige les coutumes de l'Anjou et du Maine sous le titre Coutume d'Anjou et du Maine, intitulées selon les rubriques du code.

### Séparation
Après Guy de Laval, la charge de sénéchal d'Anjou et du Maine est séparée. Les juges, sénéchaux, et autres officiers du Comté du Maine supportèrent mal la perte de leur juridiction sur le Comté de Laval, devenu indépendant. Pendant plusieurs années, chaque occasion est prise pour remettre en cause la charte de distraction de 1481 obtenue pour le Comté de Laval.
En 1481, Jean d'Harcourt, fut nommé sénéchal du Maine. Lui succéda, en 1486, Hervé de Chahannay, nommé sénéchal du Maine, en plus de ses fonctions de gouverneur du Perche et bailli de Chartres. Mais en 1484, Jean de la Gruthuse, puis en 1499, Louis de la Gruthuse et en 1500, Brandelis de Champagne, reprennent les charges de sénéchal des deux provinces.
En 1531, à la suite du décès de Guy XVI, la minorité de Guy XVII de Laval avait paru aux de la Sénéchaussée du Maine favorable pour tenter de mettre à néant ce que Charles VII, Louis XI, Charles VIII et Louis XII avaient successivement établi et maintenu malgré eux. Ils pensaient s'en prévaloir sous le prétexte que le Roi avait réuni à sa Couronne les terres et domaines qui avaient été aliénés de son temps, et de celui de ses prédecesseurs. François Ier, auquel recoururent les tuteurs du jeune comte, dut le confirmer à son tour.
Via une déclaration du 7 juin 1531, il confirme encore une fois les privilèges du comté de Laval et sa distraction de celui du Maine.
François II réunit définitivement l'Anjou et le Maine au royaume de France.
La sénéchaussée et siège présidial du Mans avaient autrefois une étendue considérable. On voit, par l'article 19 de l'édit du mois de mars 1551, portant ampliation des présidiaux, que les sièges de Château-du-Loir, de Laval, de Beaumont, de Sainte-Suzanne, de Château-Gontier, de La Flèche, de Mayenne-la-Juhel, de Sablé et de La Ferté-Bernard ressortissaient au Mans pour les cas présidiaux. L'édit de 1551, portant création des présidiaux, assigne à celui du Mans les sièges du Mans, de Beaumont, Château-Gontier, La Ferté, La Flèche, Fresnai, Laval, Mamers, Mayenne et Sainte-Suzanne.

### Présidial de La Flèche
Henri IV ayant érigé un siège présidial à la Flèche en 1595, les justices de Beaumont, de Fresnay, de Sonnois, de Mamers, au Maine, et de Château-Gontier, en Anjou, furent distraites du siège présidial du Mans pour composer celui de la Flèche.  Henri IV, en créant ce présidial, lui soumet les sièges de la Flèche, Beaumont, Château-Gontier, Fresnay, Mamers et Sainte-Suzanne, de la composition du duché de Beaumont, qui furent distraits du Mans.

### Présidial de Château-Gontier
Enfin Château-Gontier, en Anjou, qui n'était autrefois qu'une baronnie, ayant été érigé en siège présidial par édit du mois de juillet 1639, on fit encore une distraction d'une partie de la sénéchaussée du Mans, de celles d'Angers et de la Flèche, pour en composer un présidial à Château-Gontier. 
Les bailliages et juridiction de Fontaine-Daniel, de Savigny, de la Chapelle-Rainsouin furent distraits de la sénéchaussée du Mans, ainsi que le Comté de Laval, les juridictions de Champagne et de Villiers-Charlemagne, pour être attribués à Château-Gontier. 
Ainsi, les officiers du présidial de Château-Gontier connaissaient les appellations du juge royal de Laval et des juges ordinaires du Comté de Laval, pour les cas présidiaux seulement ; « mais à l'égard des matières qui excédaient les deux chefs de l'édit, amplifiés par ceux de novembre 1774 et août 1777, vu le changement de la valeur du numéraire et l'augmentation du commerce, et par la déclaration du roi, du 29 août 1778, donnée en interprétation, les appellations des juges de Laval ressortissaient directement au Parlement. 
Toutes ces distractions avaient réduit, quant à la juridiction, le ressort de la sénéchaussée et siège présidial du Mans.

## Sources partielles
- Thomas Cauvin, États du Maine, députés et sénéchaux, imprimerie Monnoyer, Le Mans, 1839
- Mathurin Louis, Remarques et notes sommaires sur la coutume du Maine, chez Hierôme ollivier, Le Mans, 1657
- Albert Grosse-Duperon et E. Gouvrion, L'Abbaye de Fontaine-Daniel : Étude historique, et le Cartulaire de Fontaine-Daniel, Mayenne, Poiner-Béalu, 1890, 2 vol. in-8 (lire en ligne).